# فالكو
فالكو (بالألمانية: Hans Hölzel )‏ (و. 1957 – 1998 م) هو مغني، وكاتب أغاني، وجندي، وعازف بيانو، وموسيقي، ومغني راب نمساوي، ولد في فيينا، توفي في جمهورية الدومينيكان، عن عمر يناهز 41 عاماً، بسبب حادث مرور.

## جوائز
حصل على جوائز منها:
- النيشان الذهبي لولاية فيينا
- جائزة أمادايوس للموسيقى النمساوية [الإنجليزية]‏.

## وصلات خارجية
- فالكو على موقع IMDb (الإنجليزية)
- فالكو على موقع مونزينجر (الألمانية)
- فالكو على موقع ميوزك برينز (الإنجليزية)
- فالكو على موقع أول موفي (الإنجليزية)
- فالكو على موقع إن إن دي بي (الإنجليزية)
- فالكو على موقع أول ميوزيك (الإنجليزية)
- فالكو على موقع ديسكوغز (الإنجليزية)
- فالكو على موقع ديسكوغز (الإنجليزية)
- فالكو على موقع ديسكوغز (الإنجليزية)
- فالكو على موقع ديسكوغز (الإنجليزية)
- فالكو على موقع ديسكوغز (الإنجليزية)